# Грінвуд (Луїзіана)
Грінвуд (англ. Greenwood) — місто (англ. town) в США, в окрузі Каддо штату Луїзіана. Населення — 3166 осіб (2020).

## Географія
Грінвуд розташований за координатами 32°26′22″ пн. ш. 93°57′41″ зх. д. / 32.43944° пн. ш. 93.96139° зх. д. (32.439317, -93.961526).  За даними Бюро перепису населення США в 2010 році місто мало площу 23,30 км², з яких 23,25 км² — суходіл та 0,04 км² — водойми.

## Демографія
Згідно з переписом 2010 року, у місті мешкало 3219 осіб у 1310 домогосподарствах у складі 941 родини. Густота населення становила 138 осіб/км².  Було 1380 помешкань (59/км²).
Расовий склад населення:
| - 70,9 % — білих - 24,9 % — чорних або афроамериканців - 0,9 % — корінних американців - 0,5 % — азіатів - 0,2 % — вихідців з тихоокеанських островів |

До двох чи більше рас належало 1,7 %. Частка іспаномовних становила 3,1 % від усіх жителів.
За віковим діапазоном населення розподілялося таким чином: 20,8 % — особи молодші 18 років, 65,4 % — особи у віці 18—64 років, 13,8 % — особи у віці 65 років та старші. Медіана віку мешканця становила 43,4 року. На 100 осіб жіночої статі у місті припадало 94,5 чоловіків;  на 100 жінок у віці від 18 років та старших — 91,2 чоловіків також старших 18 років.
Середній дохід на одне домашнє господарство  становив 62 471 долар США (медіана — 51 186), а середній дохід на одну сім'ю — 79 324 долари (медіана — 65 064). За межею бідності перебувало 12,0 % осіб, у тому числі 7,4 % дітей у віці до 18 років та 20,9 % осіб у віці 65 років та старших.
Цивільне працевлаштоване населення становило 1527 осіб. Основні галузі зайнятості: освіта, охорона здоров'я та соціальна допомога — 24,5 %, транспорт — 19,9 %, будівництво — 12,0 %, науковці, спеціалісти, менеджери — 10,2 %.